# Сицкий, Андрей Васильевич
Князь Андрей Васильевич Сицкий по прозванию Жекла (ум. 1629) — стольник, воевода, окольничий, боярин, начальник Поместного приказа во времена правления Ивана IV Васильевича Грозного, Фёдора Ивановича, Бориса Годунова, Смутное время и правление Михаила Фёдоровича.
Из княжеского рода Сицкие. Сын князя Василия Андреевича Сицкого и Анны Романовны Захарьиной-Юрьевой.

## Биография
Впервые упомянут в разрядах в 1577 году, как дворянин.
В 1586 году Андрей Васильевич участвовал в Ливонском походе как рында у третьего саадака. По писцовой книге за ним было сельцо Нефедово с 13 пустошами в Вежецком стане Медынского уезда  ( в н.в. Нефедово - деревня в Юхновском районе Калужской области, входит в состав сельского поселения «Деревня Погореловка»).
В 1590 году "наряжал вина" при государевом столе, выполнял иные обязанности стольника.
В 1597 году присутствовал в Большой Грановитой расписной палате при приеме цесарского посла.
В 1598 году — стольник, подписался под избирательной грамотой в цари Бориса Годунова и в этом же году упомянут среди есаулов и стольников в свите царя Бориса Годунова в его походе к Серпухову против хана Казы-Гирея Боры (апрель 1598). Воевода в Данкове (1600), в Уржуме (1603-1604).
В мае 1606 года упоминается третьим в числе поезжан во время свадьбы Лжедмитрия I и Марины Мнишек.
В 1613-1614 годах Андрей Васильевич воевода в Устюжне Железопольской. 4 января он писал белозерскому воеводе о движениях шведов и литовцев в новгородском уезде и просил не оставлять его с товарищами в неведении относительно того, что у них про «московские вести и про Литовских людей объявитца». В том же году Фёдор Иванович Шереметев бил челом царю Михаилу Федоровичу, что с того времени, как началась литовская война и воровское разорение, из его вотчины в Бежецком верху «крестьян поразводили за себя насильством кн. Андрей княжь Васильев сын, да князь Андрей княжь Данилов сын Сицкие» и другие.
В 1614 году воевода в Галиче. В это время мятежники приходили на город Любим и намеревались идти на Галич и Унжу, чтобы затем присоединиться к Заруцкому.
В 1616 году упоминается, что поместный оклад Андрею Васильевичу до московского разоренья был 800 четей, денег 60 рублёв.
В 1618—1620 годах первый воевода в Ярославле.
6 января 1622 года Андрей Васильевич пожалован в окольничие: окольничество сказывал ему князь Григорий Константинович Волконский. 26 апреля того же года, пожалован в бояре, обедал после назначения у Государя, а вскоре назначен начальником Московского судного приказа, где упомянут первым судьёю.
В сентябре 1623 года участвовал в государевом походе в Троице-Сергиев монастырь.
В 1622—1629 годах Андрей Васильевич заведовал Поместным приказом.
Царь Михаил Фёдорович часто «оставлял» его на Москве, то есть поручал ему заведовать Москвой, когда отправлялся на богомолье по окрестным монастырям. В 1625 году, будучи оставлен на Москве с Фёдором Ивановичем Шереметевым, Андрей Васильевич подал на него челобитную и должен был просидеть в тюрьме шесть дней, так как оказалось, что Шереметев пятью местами выше него.
В 1624 году на свадьбе царя Михаила Фёдоровича с Марией Владимировной Долгоруковой ходил вторым перед Государём. В 1626 году, на второй свадьбе царя с Евдокией Лукьяновной Стрешневой ходил перед Государём уже третьим. В этом же году оставлен вторым для охраны Москвы во время царского богомолья в Троице-Сергиев монастырь.
Андрей Васильевич не был верстан в боярах, то есть не получил соответствующего денежного оклада, а в дворянах денежный оклад ему был 90 руб.
Умер в 1629 году.

## Брак и дети
Имя жены неизвестно. Дети:
- Сицкий Юрий Андреевич (ум. 1644) —  боярин.
- Сицкий Андрей Андреевич.

## Критика
В Российской родословной книге А.Б. Лобанова-Ростовского князь Андрей Васильевич показан сыном Василия Андреевича и А.Р. Захарьиной-Романовой.
В Родословной книге М.Г. Спиридова он показан сыном князя Василия Васильевича, упомянутого рындой с копьём царевича в Новгородском походе против польского короля в 1568 году.
В родословной книге из собрания М.А. Оболенского в поколенной росписи поданным в Палату родословных дел в 1682 году, у князя Василия Андреевича и А.Р. Захарьиной-Романовой были дети: князья Юрий Васильевич Косой и Василий Васильевич, а князя Андрея Васильевича Жекла — нет, как и не встречается данное прозвание.